# Rue Charbonnel
La rue Charbonnel est une voie du 13e arrondissement de Paris située dans le quartier de la Maison-Blanche.

## Situation et accès
La rue Charbonnel est desservie à proximité par le RER B à la gare de Cité universitaire.

## Origine du nom
Cette rue tient son nom de celui du propriétaire du terrain sur lequel elle a été ouverte.

## Historique
La rue est classée et alignée le 12 décembre 1935.